# Ludwig Pellengahr
Ludwig Pellengahr (* 4. April 1882 in Wiedenbrück/Minden; † 1973) war ein deutscher Jurist und Ministerialbeamter.

## Leben

### Herkunft
Ludwig Pellengahr war der Sohn des Amtsrichters und nachmaligen Senatspräsidenten am preußischen Kammergericht zu Berlin, Gottfried Pellengahr, und dessen Ehefrau Margarethe, geborene Weglau. Sein jüngerer Bruder Richard Pellengahr wurde Generalleutnant der Wehrmacht.

### Werdegang
Ludwig Pellengahr studierte Rechtswissenschaften an den Universitäten München, Wien, Berlin und Münster und legte 1910 sein großes juristisches Staatsexamen ab. Kurz war er Gerichtsassessor am Landgericht Berlin.
Von 1910 bis 1914 war er Verwaltungsrat und Justiziar beim Provinzialschulkollegium Koblenz. Ab 1916, nachdem er an der Front gekämpft hatte, war er für zwei Jahre Kreischef in der Zivilverwaltung in Polen. 1917 wurde er Regierungsrat, anschließend Verwaltungsrat und Justiziar beim Provinzialschulkollegium Königsberg. Von 1919 bis April 1920 war er Hilfsarbeiter im preußischen Kultusministerium. Anschließend wurde er als Ministerialrat im Reichsministerium des Innern Ministerialrat. Ab April 1927 bis zu seiner Entlassung 1933 war er hier Ministerialdirektor und, als Nachfolger von Heinrich Schulz, Leiter der Kulturpolitischen Abteilung III, die Pellengahr bereits als Stellvertreter von Schulz geleitet hatte. Nach dem Geschäftsverteilungsplan der Abteilung III von 1922 war Pellengahr u. a. für die Themen Rechtliche Fragen des höheren Schulwesens, Staatliche (früher militärische) Bildungsanstalten und Berechtigungswesen verantwortlich. In den darauffolgenden Jahren änderten sich die Geschäftsarten und die personellen Verantwortlichkeiten mehrfach. Nachdem bereits kurze Zeit vorher Gertrud Bäumer, eine Kollegin im Ministerium, im Zuge der nationalsozialistischen personalpolitischen Gleichschaltung entlassen worden war, wurde Pellengahr am 29. April 1933 auch aufgrund des Paragraphen 25 des Reichsbeamtengesetzes in den einstweiligen Ruhestand versetzt. Sein Nachfolger wurde Rudolf Buttmann. Pellengahr bot Bäumer mehrfach seine Unterstützung beim Einspruch gegen ihre Entlassung an und stand zu dieser Zeit mit ihr im Austausch. Bäumer machte aber von diesem Angebot keinen Gebrauch, um ihn nicht zu belasten. 1938 erfolgte Pellengahrs regulärer Ruhestand.
Er war Katholik, gehörte dem Zentrum an und wird als verlängerter Arm des Prälaten Georg Schreiber angesehen. Er war Ehrenbürger der Ludwig-Maximilians-Universität München und gehörte u. a. als Regierungsvertreter dem Verwaltungsrat der Darlehenskasse der Deutschen Studentenschaft an. 1930 wurde er Ehrenmitglied der Kaiser-Wilhelm-Gesellschaft und später dort Ehrensenator.